# Продольный (остров, Баренцево море)
Продольный — остров в Баренцевом море, Россия. Территориально подведомственен администрации городского округа Александровск, Мурманская область, Северо-Западный федеральный округ.

## Географическое положение
Остров Продольный расположен в южной части губы Сайда, северо-западная часть Кольского залива, всего в 30 метрах от материка в ближайшей точке.

## Описание
Остров Продольный имеет вытянутую форму, направленную с северо-востока на ого-запад. Остров расположен в 85 м к востоку от южной части острова Домашний, к западу от закрытого города Гаджиево и в восточном направлении от посёлка Сайда-Губа.
Длина острова порядка 940 м, максимальная ширина — 190 м в центре. На южной части острова находится самая высокая точка острова — 14 м над уровнем моря.